# おさかなポスト

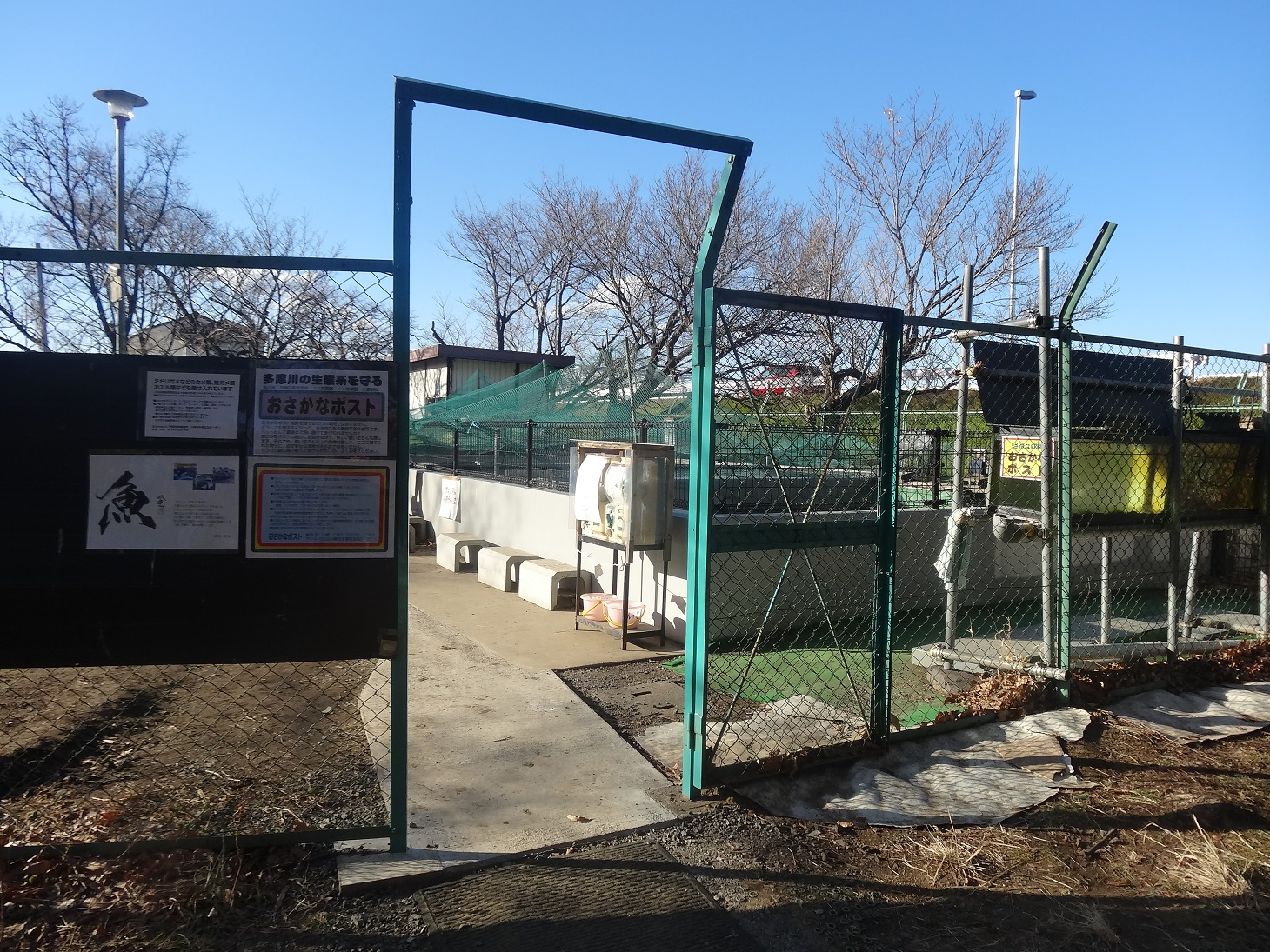
おさかなポスト

おさかなポストは、飼育が困難になった外来魚などを一時的に保護する施設。
2005年5月から2019年3月31日まで神奈川県川崎市多摩区菅稲田堤の稲田公園内にあった川崎市さかなの家に設置されていた。

## 概要
1984年（昭和59年）4月、稲田公園に蓄養池として川崎市さかなの家が開設された。
多摩川に生息する鮎や鯉などの稚魚を飼育し、成長した魚を多摩川へ放流することを目的とするもので、川崎河川漁業協同組合（漁協）の要望を受けた市が設置し、管理を漁協に委託していた。
2000年頃、漁協の山崎充哲が親から金魚を捨てるように言われた子供と出会い、漁協が管理していた蓄養池で金魚を引き取ったところ、評判を聞きつけた子供たちが池の中に金魚や熱帯魚を捨てに来るようになった。
池に無差別に魚を入れないよう、専用の網生け簀を用意したことがおさかなポストのきっかけとなったという。
山崎によると、稲田公園に隣接する多摩川には1965年（昭和40年）頃からグッピーなどの熱帯魚が見られ、
2010年頃には多摩川で確認された外来種は200種類を超える状況となっていた。
飼いきれなくなった外来魚などを引き取り、多摩川への放流行為を防ぐことがおさかなポストの目的となった。

### 特徴
蓄養池の脇に、持ち込んだ魚を入れるための水槽が用意されており、飼育が困難になった外来魚などを入れることができた。
ポストに持ち込まれた生き物は年間で約1万匹、開始から2019年3月までの間で約200種類・10万匹以上を引き取ったという。
持ち込まれた生き物は『おさかなポストの会』に入会した個人や小中学校、老人ホーム、水族館などへ引き取られた。
飼い主が飼育ができなくなる理由として、2010年以前は飼育費の捻出が難しくなるなど不況による理由が見られた。
東日本大震災後は地震によって水槽や池が破損したり、地震で水槽が倒れることに不安を覚えた人が多く、震災直後の1カ月で約6千匹の生き物を引き取ることになった。
また、当初は想定していなかった亀の持ち込みが多く、2013年4月に持ち込まれる数が増えすぎたため受け入れを中止した。

### さかなの家の閉鎖
2019年（平成30年）3月31日に稲田公園内の川崎市さかなの家が閉鎖された。
蓄養池が老朽化したことで全面改修が必要となっていたが、漁協側が高齢化などを理由に蓄養事業を終了することを決め、閉園を申し出た。
おさかなポストの存続を市にかけあったが解決に至らず、稲田公園内のおさかなポストも廃止することになった。
川崎市さかなの家閉鎖後も川崎市生田の『おさかなポストの会』の飼育管理事務所で外来魚などの引き取りを継続している。